# Holger Ungerer
Holger Ungerer (* 1944) ist ein ehemaliger deutscher Schauspieler, Synchron- und Hörspielsprecher.

## Karriere
Holger Ungerer begann bereits als Kind verschiedenen Nachkriegsfilmen zu spielen, so etwa in Wolfgang Liebeneiners Des Lebens Überfluß (1950) und in Ákos von Ráthonyis Mädchen mit Beziehungen (1950). Er begann ebenfalls Anfang der fünfziger Jahre als Hörspielsprecher. So gab er 1951 den Lütt-Hein in Fritz Stavenhagens Mudder Mews und war in Tyrone Guthries Der Käfig (1953) und Evelyn Waughs Eine Handvoll Staub (1953) zu hören.
In den sechziger Jahren war Holger Ungerer in verschiedenen Fernsehfilmen zu sehen. In Franz Josef Wilds Umsetzung von William Shakespeares Richard II. spielte Ungerer 1968 Heinrich Percy, in Rainer Erlers Endkampf gab er Soldat Brechtel und in Franz Peter Wirths Al Capone im deutschen Wald (1969) den Jochen.
In den siebziger Jahren war Ungerer zudem in deutschen Fernsehserien, wie Meine Tochter – Unser Fräulein Doktor (1970), wo er 13 Folgen lang den Michael spielte.
Größere Bekanntheit erlangte Holger Ungerer durch seine freundliche und jugendlich klingende Stimme, die er im Synchronstudio unter anderem mehreren Nebenfiguren in der Zeichentrickserie Die Biene Maja (1975–1980) lieh. Zudem hatte er 22 Einsätze für gleich drei Söhne des Meisterdetektivs in der beliebten Charlie Chan-Filmreihe (deutsche Fassungen: 1976–1978). Im abendfüllenden Zeichentrickfilm Der Herr der Ringe von Ralph Bakshi sprach Holger Ungerer Frodo Beutlin.

## Synchronisation
(Quelle:)

### Filme (Auswahl)
- 1947: Mark Dennis als David Lamphere in Geheimnis hinter der Tür [deutsche Fassung: 1970]
- 1974: Mike Grady als Hotelpage in Der rosarote Panther kehrt zurück
- 1978: Remi Laurent als Laurent Baldi in Ein Käfig voller Narren
- 1984: Bruno Kirby als Tommy Pischedda in Die Jungs von Spinal Tap
- 1986: Bernard-Pierre Donnadieu als Archibald in Max Mon Amour [deutsche Fassung: 1990]
- 1990: Eddie Deezen als Tony in Mob Boss – Eine Familie zum (Er)Schießen

### Serien (Auswahl)
- 1961–1962: Michael Crawford als John Drake in Sir Francis Drake
- 1972: Louis Selwyn als junger Josef Strauß in Die Strauß-Familie: Ein Leben im 3/4-Takt
- 1975–1980: verschiedene Rollen in Die Biene Maja [Zeichentrick]
- 1976–1977: als Landstreicher Romeo in Pinocchio [Zeichentrick]

## Hörspiele (Auswahl)
- 1951: Fritz Stavenhagen: Die Wegbereiter des niederdeutschen Dramas: Mudder Mews (Lütt-Hein) – Bearbeitung und Regie: Eberhard Freudenberg (Hörspielbearbeitung, Mundarthörspiel – RB)
- 1953: Evelyn Waugh: Eine Handvoll Staub (John Andrew) – Regie: Oswald Döpke (Hörspielbearbeitung – RB)
- 1955: William Shakespeare: Die Ballade vom Prinzen Arthur (Prinz Arthur) – Übersetzung, Bearbeitung und Regie: Hans Rothe (Hörspielbearbeitung – RB)
- 1956: Lutz Neuhaus, Karl Viktor: Atalanta – Regie: Carl Nagel (Original-Hörspiel, Mundarthörspiel – RB)
- 1957: Hans Rothe: Die Kuh auf dem Kühler. Märchen aus der amerikanischen Wirklichkeit (Eddy) – Regie: Hans Rothe (Originalhörspiel – RB/SWF)
- 1957: Karlheinz Tredup: Eine Kuh namens Hannibal. Heiteres Hörspiel – Regie: Günter Siebert (Originalhörspiel – RB)
- 1958: Jean Servais: Monsieur Tictac – Übersetzung und Regie: Jochen Rottke (Originalhörspiel, Kriminalhörspiel – RB)
- 1961: Nikolai von Michalewsky: Allahs verlorene Söhne (André) – Regie: Günter Bommert (Hörspielbearbeitung, Kurzhörspiel – RB)
- 1964: Jörg Burkhardt: Reuter ist abgeschafft (Junge) – Regie: Ulrich Lauterbach (Originalhörspiel – RB/SR)
- 1964: Ken Kaska: Eine Tante kommt. Besuch bei Familie Grippenberg (James) – Regie: Günter Siebert (Originalhörspiel, Kurzhörspiel – RB)
- 1966:  Jadwiga Skotnicka: Der dritte Grundsatz von Newton (Adam) – Regie: Horst Loebe (Originalhörspiel – RB)
- 1970: Sylvia Hoffman: Lebende Bilder und Prototypen Sulivans unverbindliche Hörschau (Sohn der Mrs. Kuhlmann) – Regie: Otto Kurth (Hörspiel – RB)
- 1970: Heinrich Spoerl: Die Feuerzangenbowle (Knebel) – Regie: Heinz-Günter Stamm (Hörspielbearbeitung – BR)
- 1973: Louis C. Thomas: Der Verdacht – Regie: Otto Kurth (Originalhörspiel, Kriminalhörspiel – SR)
- 1981: Marianne Frisch, Martin Kluger: Heulen und Zähneknirschen (Vater) – Regie: Horst H. Vollmer (Hörspiel – HR/NDR)